# Обикновена морска трева
Обикновената морска трева (Zostera marina) е морско тревисто растение от семейство Морски треви (Zosteraceae), включено в Червената книга на България като застрашен вид.
Среща се в Северното полукълбо, в плитки крайбрежни води с тинести или пясъчни дъна.

## Описание
Дължината на листата ѝ варира от 50 до над 100 cm, а ширината им обикновено е между 4 и 10 mm. Коренищата са пълзящи по и под повърхността на морското дъно. Листата имат няколко надлъжни жилки и са със заоблени връхчета. Съцветията са дълги до 8 cm, обвити в най-горния лист и са многоцветни. Самите цветове са дребни и еднополови. Размножава се със семена и вегетативно. Видът имат нужда от достатъчна слънчева светлина, за да вирее.

## Разпространение
Има сведения за разпространение на вида по плитки места на българското Черноморие (например Калиакра, Варненски залив, Варненско езеро, Бургаски залив, защитената местност „Ченгене скеле“ и други). Поради замърсяването на морето в крайбрежните зони, присъствието на обикновената морска трева е силно ограничено.
Растението е важно за крайбрежните екосистеми в много райони, тъй като спомага за физическото образуване на хабитата и играе ключова роля за много други видове.